# Collegio uninominale Lazio 2 - 05 (2020)
Il collegio elettorale uninominale Lazio 2 - 05 è un collegio elettorale uninominale della Repubblica Italiana per l'elezione della Camera dei deputati.

## Territorio
Come previsto dalla legge n. 51 del 27 maggio 2019, il collegio è stato definito tramite decreto legislativo all'interno della circoscrizione Lazio 2.
È formato dal territorio di 31 comuni della provincia di Frosinone: Acquafondata, Aquino, Arce, Ausonia, Belmonte Castello, Cassino, Castelnuovo Parano, Castrocielo, Cervaro, Colfelice, Colle San Magno, Coreno Ausonio, Esperia, Pico, Piedimonte San Germano, Pignataro Interamna, Pontecorvo, Rocca d'Arce, Roccasecca, San Giorgio a Liri, San Giovanni Incarico, San Vittore del Lazio, Sant'Ambrogio sul Garigliano, Sant'Andrea del Garigliano, Sant'Apollinare, Sant'Elia Fiumerapido, Terelle, Vallemaio, Vallerotonda, Villa Santa Lucia e Viticuso e di 16 comuni della provincia di Latina: Campodimele, Castelforte, Fondi, Formia, Gaeta, Itri, Lenola, Minturno, Monte San Biagio, Ponza, San Felice Circeo, Santi Cosma e Damiano, Sperlonga, Spigno Saturnia, Terracina e Ventotene.
Il collegio è parte del collegio plurinominale Lazio 2 - 02.

## Eletti
| Elezione | Elezione | Deputato         | Partito                  |
| -------- | -------- | ---------------- | ------------------------ |
|          | 2022     | Nicola Ottaviani | Lega per Salvini Premier |

## Dati elettorali

### XIX legislatura
Come previsto dalla legge elettorale, 147 deputati sono eletti con sistema a maggioranza relativa in altrettanti collegi uninominali a turno unico.
| Candidati                                 | Candidati                  | Voti    | %     | Liste                          | Voti    | %     |
| ----------------------------------------- | -------------------------- | ------- | ----- | ------------------------------ | ------- | ----- |
|                                           | Nicola Ottaviani ✔️ Eletto | 83 575  | 53,98 | Fratelli d'Italia              | 42 791  | 27,64 |
| Lega per Salvini Premier                  | Nicola Ottaviani ✔️ Eletto | 83 575  | 53,98 | 26 606                         | 17,19   |       |
| Forza Italia                              | Nicola Ottaviani ✔️ Eletto | 83 575  | 53,98 | 13 546                         | 8,75    |       |
| Noi moderati/Lupi - Toti - Brugnaro - UDC | Nicola Ottaviani ✔️ Eletto | 83 575  | 53,98 | 632                            | 0,41    |       |
|                                           | Rita Visini                | 28 042  | 18,11 | Partito Democratico-IDP        | 20 148  | 13,01 |
| Alleanza Verdi e Sinistra                 | Rita Visini                | 28 042  | 18,11 | 4 144                          | 2,68    |       |
| +Europa                                   | Rita Visini                | 28 042  | 18,11 | 2 651                          | 1,71    |       |
| Impegno Civico - Centro Democratico       | Rita Visini                | 28 042  | 18,11 | 1 099                          | 0,71    |       |
|                                           | Anna Mattiello             | 27 178  | 17,56 | Movimento 5 Stelle             | 27 178  | 17,56 |
|                                           | Elisa Venturo              | 9 485   | 6,13  | Azione - Italia Viva - Calenda | 9 485   | 6,13  |
|                                           | Cosmo Mammoletta           | 2 692   | 1,74  | Italexit                       | 2 692   | 1,74  |
|                                           | Guglielmo Madde            | 2 208   | 1,43  | Unione Popolare                | 2 208   | 1,43  |
|                                           | Maurizio Recchia           | 1 633   | 1,05  | Italia Sovrana e Popolare      | 1 633   | 1,05  |
| Totale                                    | Totale                     | 154 813 | 100   |                                | 154 813 | 100   |
|                                           |                            |         |       |                                |         |       |
| Schede bianche                            | Schede bianche             | 2 804   | 1,73  |                                |         |       |
| Schede nulle                              | Schede nulle               | 4 619   | 2,85  |                                |         |       |
| Votanti                                   | Votanti                    | 162 236 | 59,55 |                                |         |       |
| Elettori                                  | Elettori                   | 272 453 |       |                                |         |       |